# 埃爾馬滕
埃爾馬滕（西班牙語：El Maitén），是阿根廷的城鎮，位於該國中部丘布特省的庫斯阿門縣，處於庫斯阿門東北面30公里的丘布特河畔，始建於1957年12月22日，海拔高度720米，2001年人口4,422。